# Latavious Williams
Latavious Williams (Starkville, Misisipi, 29 de marzo de 1989) es un jugador de baloncesto estadounidense  que actualmente juega en las filas del Jeonju KCC Egis de la KBL. Mide 2,04 metros de estatura, y juega en la posición de ala-pívot.

## Trayectoria deportiva

### High School
Jugó durante cuatro temporadas en el high school de Starkville, en las que promedió 16,7 puntos, 13,2 rebotes y 4,5 tapones por partido. Tras finalizar su etapa de instituto, sólo había podido aprobar 2 de las 16 asignaturas exigidas por la NCAA para poder optar a una beca deportiva, por lo que tuvo que pasar un año más en la escuela privada de Christian Life Center Academy, promediando en una temporada 23 puntos y 12 rebotes por partido.
Fue considerado uno de los 20 mejores jugadores de instituto del país, y fueron muchas las universidades que se interesaron por él, siendo la de Memphis la que le convenció. Pero dificultades académicas le hicieron desitir de la idea y pasar directamente al profesionalismo. Las reglas de la NBA le impedían presentarse al draft sin haber acudido a la universidad hasta pasado un año, así que decidió irse a jugar al extranjero.

### Profesional
Pero las ofertas desde Europa no llegaron, y la única que tuvo en firme procedía de China, por 100.000 dólares, pero fue rechazada, aceptando entrar en el Draft de la NBA D-League, siendo elegido en la decimosexta posición por los Tulsa 66ers, convirtiéndose en el primer jugador procedente directamente de high school en se elegido en un draft de la liga de desarrollo, consiguiendo una ficha de apenas 19.000 dólares por temporada.
En su primera temporada con los 66ers promedió 7,8 puntos y 7,7 rebotes por partido. Finalmente fue elegido en la cuadragésimo octava posición del Draft de la NBA de 2010 por Milwaukee Bucks, pero sus derechos fueron traspasados a Oklahoma City Thunder poco después a cambio de una futura segunda ronda del draft.
Ese verano de 2010 participó en la NBA Summer League con los Thunder, pero no contaron con él para la temporada, regresando a Tulsa, donde en su segunda temporada sus cifras mejoraron hasta los 13,2 puntos y 8,6 rebotes por partido, siendo además el líder de la liga en porcentaje de tiros de campo.
En agosto de 2011 se convierte en el tercer fichaje del FIATC Joventut para la campaña 2011/12. De ahí pasa a jugar en el club Baloncesto Sevilla y en 2014 ficha por el Bilbao Basket. El 19 de julio de 2017 ficha por el vigente campeón de la Liga ACB, el Valencia Basket con contrato para una temporada. Apenas jugó por una fisura en la tibia que le tuvo prácticamente todo el año de baja.
El 15 de agosto de 2021, firma por Jeonju KCC Egis de la KBL.